# Maillères
Maillères is een gemeente in het Franse departement Landes (regio Nouvelle-Aquitaine) en telt 190 inwoners (2005). De plaats maakt deel uit van het arrondissement Mont-de-Marsan.

## Geografie
De oppervlakte van Maillères bedraagt 14,7 km², de bevolkingsdichtheid is 12,9 inwoners per km².
De onderstaande kaart toont de ligging van Maillères met de belangrijkste infrastructuur en aangrenzende gemeenten.

## Demografie
Onderstaande figuur toont het verloop van het inwonertal (bron: INSEE-tellingen).